# ウェブアートデザイナー
ウェブアートデザイナーは1996年に日本IBMから発売されたホームページビルダーに付属する画像処理ソフト。2010年に本体のホームページビルダーに伴い、著作権、販売権はジャストシステムに移行した。

## 主な機能
- レイヤー処理
- 画像の切り抜き、貼り付け
- 輪郭処理
- 色調補正
- コントラスト補正
- 色の薄さを%指定できるブラシ
- 画面上のあらゆる色を採取できるスポイト。
- 吹き付け
- 保存場所からの画像取り込みはあらゆる場所からドラッグで可能。
- 複数の画像をグループ化しまとめて処理することが可能。
- 複製ではコピー＆ペーストよりも簡単に、ワンクリックで同じ画像を増やすことができる

編集中の内容を途中で中断し保存する場合の拡張子は .mif で独自の規格で保存される。
ソフトのアイコンはベレー帽を被った画家の顔がデザインされている。